# アンビエント・ポップ
アンビエント・ポップ（Ambient pop）は、1980年代にドリーム・ポップ・ムーブメントの延長線上で発展した音楽ジャンルである。
従来のポップスに共通する構造と、「アンビエント・ミュージックの催眠的、瞑想的な性質を反映した電子的なテクスチャーや雰囲気」を融合させたものである。

## 特徴、歴史
アンビエント・ポップは、クラウトロックのロック・グルーヴ・メロディーを影響として採用している。ドリーム・ポップ・ムーブメントの延長線上にありながら、「サンプリングを含む現代的なエレクトロニック・イディオムを採用しているが、ほとんどの場合、生楽器がサウンドを定義し続けている」ことが特徴である。
デヴィッド・ボウイは、アンビエント・ミュージックのパイオニアであるブライアン・イーノとの「ベルリン三部作」で、いち早くアンビエント・ミュージックを取り入れたロック/ポップ・アーティストであった。三部作の3枚目となるアルバム『ロジャー (間借人)』に収録されている「Red Sails」は、「モータリック・ビートを持つアンビエント・ポップの作品」と評された。イギリスのアート・ロック・バンド、ジャパンのアルバム『孤独な影』（1980年）に収録されている「Taking Islands in Africa」は、オールミュージックの評論家、スチュワート・メイソンによると、「ジャパン（とリーダーのデヴィッド・シルヴィアン）がその後のキャリアで取るであろうアンビエント・ポップの方向性」を予測していたという。イエロー・マジック・オーケストラの坂本龍一をフィーチャーしたこの曲は、「非常にロック的ではないアフリカのトーキング・ドラムのリズムが、心拍数以下にスローダウンされ、雰囲気のあるキーボードとミニマルなベースのレイヤーに重ねられている」というものであった。
ドリーム・ポップ・バンド、スロウダイヴが1995年に発表したアルバム『ピグマリオン』は、アンビエント・エレクトロニカの要素を多用しており、このジャンルの多くのバンドに影響を与えた。ピッチフォークの評論家であるNitsuh Abebeは、このアルバムの楽曲を「ライドのようなシューゲイザーよりもディスコ・インフェルノのようなポストロックに共通するアンビエント・ポップ・ドリーム」と評している。